# Russell Scott
Russell Scott (Enid, Oklahoma, Estados Unidos, 30 de junio de 1921 - Denver, Estados Unidos, 27 de agosto de 2012), también conocido como Blinky el Payaso, fue un payaso estadounidense que protagonizó en Denver, Colorado, un programa de televisión llamado Blinky's Fun Club desde 1958 hasta la cancelación de la serie en 1998.
Blinky's Fun Club comenzó en 1958 y se originó en los estudios de KKTV en Colorado Springs. En 1966, el programa se trasladó a KWGN en Denver, donde permaneció hasta que fue cancelada 1998.
El Sr. Scott tiene varios récords: la carrera más larga como anfitrión de un programa de televisión para niños, en los Estados Unidos. La segunda transmisión más larga en su carrera como anfitrión de un programa televisivo para niños, en el mundo. La carrera más larga de un payaso de televisión en el mundo.
En 2004 fue incluido en el Círculo de Plata del Capítulo Heartland de la Academia Nacional de Ciencias y Artes Televisivas. En 2005, Scott fue incluido en los Broadcast Professionals of Colorado del Salón de la Fama de los Pioneros en Trasmisiones. En 2006 fue objeto de un documental, titulado Blinky, producido y dirigido por Brian Malone.
Scott fue propietario de la tienda de Antigüedades y Coleccionismo de Blinky en South Broadway, Denver, Colorado. Después de 22 años, la tienda se cerró en 2008.
Russell Scott falleció el 27 de agosto de 2012 a la edad de 91 años.